# アブドッラー・アル＝ハーフィズ
アブドッラー・アル＝ハーフィズ（Abdullah Al Hafith、1992年12月25日 - ）は、サウジアラビア出身のサッカー選手。サウジ・プロフェッショナルリーグ・アル・ワフダ・メッカ所属。ポジションはディフェンダー。

## 経歴

### クラブ
2013年、アル・ヒラルへ移籍した。